# Marc Moreau
Marc Moreau (né en 1986 en Charente-Maritime) est un danseur français. Depuis le 2 mars 2023, il est danseur étoile du ballet de l’Opéra de Paris.

## Biographie
Marc Moreau est né en 1986.
En 1999, il entre à l’école de danse de l’Opéra de Paris ; il rejoint le corps de ballet en 2004 et gravit les échelons, passant coryphée en 2009, sujet en 2011 et premier danseur en 2019,. En 2010, il est lauréat du prix de l'AROP pour la danse,.
Le 2 mars 2023, il est nommé étoile à l’issue d’une représentation de Ballet impérial, tout comme Hannah O’Neill,,.